# 5-Formamidoimidazol-4-carboxamida ribotídeo
5-Formamidoimidazol-4-carboxamida ribotídeo (abreviado na literatura coom FAICAR) é um intermediário na formação de purinas. É formado pela enzima AICAR transformilase de AICAR e 10-formiltetraidrofolato.